# Fundação Instituto Educacional Dona Michie Akama
A Fundação Instituto Educacional Dona Michie Akama é uma organização sem fins lucrativos que administra e sustenta o Centro Educacional Pioneiro; ela é constituída de um corpo de colaboradores voluntários que atuam como conselheiros e administradores da fundação, garantindo a manutenção do colégio.

## A Fundação
A Fundação Instituto Educacional Dona Michie Akama foi criada em 29 de dezembro de 1959, após Michie Akama doar todos os seus bens, com o objetivo de educar as pessoas do país que a havia abrigado, começando pela escola de corte e costura, a “Akama Gakuin”, que futuramente se tornaria o Centro Educacional Pioneiro.
Atualmente, a sede da Fundação se situa na construção do Centro Educacional Pioneiro, que a sustenta e cujos resultados são revertidos em seu benefício. Além disso, a Fundação recebeu, durante sua criação, doações dos membros da comunidade. Atualmente, há também parcerias com outras instituições que prestam serviços para a escola. 
O Conselho Curador, seu maior órgão, conta com quase 50 membros, que são voluntários. São conselheiros, geralmente, ex-alunos,  responsáveis dos mesmos, conhecidos de Michie Akama e pessoas que ela ajudou. Eles administram as mensalidades que a escola recebe. Alguns conselheiros formam chapas para concorrer à Diretoria Executiva, através de uma eleição para um mandato de 2 anos.
A Diretoria Executiva se reúne regularmente para ajudar na administração. Existem nove cargos: Presidente, Vice-presidente, Secretário, Diretor Financeiro, Vice-diretor Financeiro, Diretor de Marketing, Diretor de TI, Diretor Cultural e Social e Consultor para Assunto Institucional. Antigamente, essa administração abrangia menos funções. Antes não existia a Diretoria de TI, por exemplo. Para incluir um novo cargo, os conselheiros deliberam e então este necessita ser aprovado pelo ministério público. 

### Vida e obra da fundadora D. Michie Akama
Dona Michie Akama nasceu no dia 18 de setembro de 1903, na província de Miyagi. Ela concluiu a Escola Normal em Tóquio e lecionou em Sendai. O país estava passando por dificuldades, principalmente com a Queda da Bolsa de Nova Iorque em 24 de outubro de 1929. Esse foi um dos motivos de Michie ter emigrado para o Brasil, em 1930, junto a seu marido, Sr. Jiuji Akama. Chegando ao Brasil, o casal trabalhou em uma lavoura de  café em Cafelândia, porém alguns anos depois migraram para São Paulo, abrindo uma escola de corte e costura no bairro da Liberdade, chamada São Paulo Saiho Jogakuin.
Em 1935, a escola foi reestruturada com cursos preparatórios para exames de habilitação ao Magistério, mudou-se para a Rua Conselheiro Furtado, e depois para a Rua São Joaquim, 216. Nessa época, atendendo à necessidade da comunidade, foi criado o curso de língua japonesa de nível médio.
Em 1937, com o nome de Escola Particular Akama São Paulo, a instituição iniciou o curso de língua portuguesa, com o aumento de alunos. Ao longo dos anos, a escola de corte e costura sofreu várias mudanças até se tornar uma escola de ensino regular em 1971, ano da oficialização da formação do Centro Educacional Pioneiro. Após isso, Dona Michie Akama continuou ajudando, sendo presidente da fundação mantenedora do colégio. 
Dona Michie Akama procurava preservar as crenças japonesas, ao mesmo tempo em que buscava conciliá-las com os valores brasileiros. Desta forma, constituindo a atual filosofia  da escola, que se baseia no compromisso com o coletivo, a responsabilidade, a honestidade e o respeito dos alunos.
Michie Akama publicou diversas obras, entre elas: "Boas Maneiras no Brasil" (1964); crônicas "Katarigussa" (1978), crônicas “Katarigussa o Otte” (1995), coletâneas de textos das palestras "Kooen no Tabi" (1999), entre outras. Além disso, em sua vida, Michie fez diversos trabalhos e, como consequência, ganhou inúmeros prêmios: "Medalha José Bonifácio, pela Sociedade Brasileira de Heráldica e Medalística" (1967); "Medalha e Diploma de Gratidão da Cidade de São Paulo", outorgada pela Câmara Municipal de São Paulo (1973); foi condecorada pelo Imperador Hiroito com a Ordem do "Tesouro Sagrado" no grau 5º (29 de abril de 1974); recebeu a "Medalha Ana Néri" pela Sociedade Brasileira de Educação e Integração (1977); recebeu a comenda "Ordem do Ipiranga" pelo governo do Estado de São Paulo (decreto estadual n. 70.452, de 1º de fevereiro de 1983);foi homenageada pela Universidade de São Paulo, por ter contribuído de forma relevante para o estreitamento das relações Brasil e Japão (2001).
Michie faleceu em São Paulo, no dia 7 de setembro de 2005 com 102 anos de idade. Deixou seus netos, o filho único Antonio Akama e a nora Elza, que se tornou diretora geral do Centro Educacional Pioneiro em 2001. Em homenagem à Michie, a praça entre as ruas Domingo de Moraes e Luís Góis foi batizada como Praça Michie Akama em 2007 e foi revitalizada em 2017.

### Centro Educacional Pioneiro
O Centro Educacional Pioneiro é um colégio particular fundado em março de 1971, pela educadora nipo-brasileira Michie Akama. Localiza-se na rua Doutor Altino Arantes, na Zona Sul do município de São Paulo, SP. O colégio constitui-se de uma unidade principal e uma secundária, adjacente à anterior. O número de matrículas é, de aproximadamente, 750 alunos, distribuídos entre a Educação Infantil, os Ensinos Fundamental e Médio e diversos cursos extracurriculares.
Essa divisão de séries baseia-se na alteração que houve em 1996, com surgimento de um novo ano no ensino fundamental em substituição ao último do pré, conforme a Lei de Diretrizes e Bases de Educação.
Atualmente, a escola oferece uma grade curricular tradicional, nos moldes brasileiros. No entanto, ela mantém os valores orientais, como solidariedade, princípios éticos e o valor da família, introduzidos pela fundadora e preservados pela escola ao longo de diversas direções.
Inicialmente, em 1971, a função de diretora pertenceu a Tomoca Yamana; e nesse mesmo ano, foi passada a Vera Lúcia De Felice. Em 2001, com a introdução do Ensino Médio, abriram-se mais dois cargos: o de diretor para esse segmento, que ficou com Fernando Isao Kawahara, e o de diretor geral, ocupado por Elza Babá Akama, que geria ambos os segmentos. Assim, a diretora Vera Lúcia De Felice passou a administrar a Educação Infantil e o Ensino  Fundamental. Em 2010, as três diretorias foram unificadas em uma única posição de diretor geral, ocupada por Irma Akamine Hiray.
Tendo em vista essa conciliação entre os valores japoneses e brasileiros, a escola realiza anualmente eventos celebrando feriados nacionais e japoneses, indicando a influência que a cultura oriental tem sobre o colégio. Em 18 de setembro, é festejado o Dia da Escola, em homenagem ao nascimento de Dona Michie Akama.
A escola contava, até 2000, apenas com os segmentos de Educação Infantil e Ensino Fundamental. Em 2001, foi introduzido o Ensino Médio, realizando o sonho da fundadora: oferecer a educação básica completa. Além disso, em 2013, houve uma mudança na estrutura organizacional da equipe pedagógica, com o objetivo de potencializar a organização e a especialização da escola.
Entre 1982 e 1983, foi adicionada ao colégio, por meio de doações, uma quadra poliesportiva coberta,  juntamente com o revestimento do pátio, antes de terra batida, por concreto. Nessa mesma época, em casas alugadas adjacentes à escola, passaram a ser ministradas aulas de língua japonesa e artes industriais (curso hoje extinto), entre outras atividades extracurriculares. 
Em 2000, foi concluída a construção de um segundo prédio na unidade na Avenida Doutor Altino Arantes, que acomodaria o Ensino Médio. Uma unidade secundária foi aberta em 2016 no outro lado da rua Doutor Altino Arantes. Nela são ministrados diversos cursos extracurriculares oferecidos pelo colégio.